# Prymas Polski
Prymas Polski (łac. Primas Poloniae) – tytuł przysługujący urzędującym arcybiskupom metropolitom gnieźnieńskim od 1417, podkreślający ich pierwszeństwo w polskim episkopacie i historyczną rolę, jaką pełnił prymas jako interrex i pierwszy książę Senatu I Rzeczypospolitej. Obecnym, 59. z kolei, prymasem Polski jest abp Wojciech Polak.

## Historia

### Od końca średniowiecza do XIX wieku
Do 1367 metropolia gnieźnieńska była jedyną tego typu prowincją kościelną w Polsce, dlatego też arcybiskupa gnieźnieńskiego uznawano za jedynego zwierzchnika całego polskiego Kościoła. Po powstaniu metropolii w Haliczu, przeniesionej później do Lwowa, zaistniała konieczność rozwiązania kwestii pierwszeństwa wśród biskupów tytułem prymasa. Prawdopodobnie na synodzie prowincjonalnym w Wieluniu w 1414 ustalono zasadę pierwszeństwa metropolity gnieźnieńskiego przed lwowskim ze względu na starszeństwo Gniezna. Właściwe ustanowienie godności prymasowskiej dla całego Kościoła polskiego nastąpiło przy poparciu króla Władysława Jagiełły podczas soboru w Konstancji (1414–1418). Tytuł ten, dla siebie i swoich następców otrzymał w 1417 metropolita gnieźnieński Mikołaj Trąba.
Na mocy bulli Leona X Pro excellenti z 1515 prymas Jan Łaski otrzymał dla siebie i swoich następców przywileje legata papieskiego urodzonego. Wspomniany dokument poddawał jurysdykcji prymasowskiej i legackiej metropolię lwowską. Dokument papieski nie precyzował dokładnie zakresu władzy prymasa. Określał ogólnikowo, że zakres uprawnień prymasów Polski jest taki, jaki posiadają inni legaci, a szczególnie prymas Anglii i Walii w Canterbury na mocy prawa, przywileju i zwyczaju. Jednak dopiero w II połowie XVII wieku prymas Olszowski zwrócił się do anglikańskiego arcybiskupa Canterbury Gilberta Sheldona o przesłanie mu wykazu przywilejów jego katolickich poprzedników.
Po śmierci króla Zygmunta Augusta, sejm polski w 1572 przyznał prymasom Polski urząd interrexa. Prymas był też pierwszym księciem w senacie (primus princeps), a od końca XVI w. należał do stałych członków rady królewskiej. Jednak w czasie sejmu tytuł Prymasa Polski był podważany z argumentacją, że nie jest on prymasem wszystkich mieszkańców Rzeczypospolitej więc wybrany na prymasa nie ma prawa używać tak brzmiącego tytułu.
Po III rozbiorze król pruski Fryderyk Wilhelm, uznając tytuł prymasa Polski za symbol polskości, zakazał w 1795 używać go i przyznał w to miejsce tytuł książęcy. Po Kongresie wiedeńskim rząd pruski dążył w czasie pertraktacji ze Stolicą Apostolską do całkowitego zniesienia prymasostwa wraz z archidiecezją gnieźnieńską. Nie powiodło się to dzięki zdecydowanemu sprzeciwowi Rzymu. W kompromisowym porozumieniu papież Pius VII w 1821 wyniósł Poznań do godności arcybiskupstwa i połączył go unią personalną z Gnieznem.
W latach 1818–1829 w Królestwie Polskim powołano tytuł Prymasa Królestwa Polskiego.

### Czasy nowożytne i współczesne
Po odzyskaniu niepodległości powstał konflikt, ponieważ do tytułu prymasa poczuwał się zarówno metropolita gnieźnieński Edmund Dalbor oraz arcybiskup warszawski Aleksander Kakowski, który reaktywował tytuł prymasa Królestwa Polskiego. Kongregacja dla Nadzwyczajnych Spraw Kościoła dekretem z 5 lutego 1925 zatwierdziła tytuł prymasa Polski dla Gniezna, a kardynałowi Kakowskiemu tytuł prymasa Królestwa Polskiego dożywotnio, bez wznowienia go dla jego następcy.
Dekret ten zniósł jednak jurysdykcję prymasowską wobec innych polskich diecezji. Wspomniane decyzje Stolicy Apostolskiej nie przekreśliły jednak tradycji prymasowskich związanych z Gnieznem, a następca kard. Dalbora, prymas August Hlond pełnił rolę lidera w całym Kościele w Polsce.
Po zakończeniu II wojny światowej, prymas Hlond, uzyskawszy nadzwyczajne uprawnienia w zakresie jurysdykcji od papieża Piusa XII, utworzył na Ziemiach Odzyskanych pięć nowych administracji apostolskich. 4 marca 1946 został mianowany dodatkowo arcybiskupem warszawskim, tworząc unię personalną archidiecezji gnieźnieńskiej i archidiecezji warszawskiej.
Kolejnym prymasem został w 1948 dotychczasowy biskup lubelski Stefan Wyszyński. Nazywany jest Prymasem Tysiąclecia i ojcem narodu, ze względu na konsekwentną postawę wobec władzy ludowej, obronę praw człowieka i narodu i silne przywództwo w polskim Kościele. Zainaugurował nowennę przed jubileuszem Millenium chrztu Polski i przewodniczył jego obchodom. Bezpośrednio przed śmiercią prosił członków Rady Głównej episkopatu, aby prymatura powiązana była z Gnieznem.
Po śmierci kard. Wyszyńskiego arcybiskupem metropolitą gnieźnieńskim i warszawskim oraz prymasem Polski został mianowany abp Józef Glemp. Objął on również przewodnictwo Konferencji Episkopatu Polski. Przez pierwsze dziesięciolecie rządów, w latach 80., jego kompetencje jurysdykcyjne były analogiczne jak kard. Wyszyńskiego. W maju 1989 doszło do podpisania umowy o relacjach państwo-Kościół, dającej Kościołowi pełną swobodę działania.

### Przeniesienie prymasostwa do Warszawy i powrót do Gniezna
Po wprowadzeniu w życie bulli papieskiej Totus Tuus Poloniae populus z 25 marca 1992, kardynał Glemp przestał pełnić funkcję arcybiskupa gnieźnieńskiego, pozostając arcybiskupem warszawskim i prymasem Polski. Rozwiązano tym samym unię personalną między Gnieznem a Warszawą. Wtedy też wprowadzono zasadę wybieralności przewodniczącego polskiego episkopatu.
Postanowiono wówczas, że kard. Józef Glemp ma prawo do zachowania tytułu prymasa Polski jako kustosz relikwii św. Wojciecha czczonych w katedrze gnieźnieńskiej. Natomiast nowy metropolita gnieźnieński abp. Henryk Muszyński nie uzyskał tytułu prymasa.
Po 2000 trwały liczne rozmowy między metropolitą gnieźnieńskim, warszawskim oraz Stolicą Apostolską o kształcie prymasostwa po przejściu w stan spoczynku kardynała Glempa. W 2006 kardynał zakończył posługę arcybiskupa warszawskiego, decyzją papieża Benedykta XVI pełnił jednak funkcję prymasa Polski do ukończenia 80. roku życia. Decyzją Ojca Świętego z dniem 18 grudnia 2009 tytuł prymasa i kustosza relikwii powrócił do arcybiskupa metropolity gnieźnieńskiego durante munere (w czasie pełnienia urzędu). 19 grudnia 2009 miała miejsce inauguracja posługi prymasowskiej przez abp. Muszyńskiego.

## Przywileje
Z racji wyjątkowej pozycji prymasa, w różnych czasach i z różnych racji, przysługiwały mu liczne prawa i przywileje. Prymas koronował króla i królową Polski, przewodniczył królewskim ślubom i pogrzebom, zwoływał synody prymacjalne, którym przewodniczył, stanowił najwyższy trybunał sądowy kościelny w Polsce, troszczył się o cały Kościół w Polsce i jego właściwą administrację, reprezentował Kościół polski na arenie międzynarodowej, miał przywilej noszenia szat purpurowych na wzór kardynałów Kościoła rzymskiego.
Od 1572 prymas pełnił funkcję interrexa. W oparciu o uprawnienia, prymas po śmierci króla przejmował najwyższą władzę w państwie. Wyznaczał miejsce i czas wyboru króla, załatwiał wszystkie sprawy bieżące państwa, przyjmował poselstwa zagraniczne, nominował nowo wybranego króla, odbierał od niego przysięgę i koronował go.
Po II wojnie światowej prymas był jednocześnie przewodniczącym Konferencji Episkopatu Polski.
Obecnie godność prymasa Polski jest godnością wyłącznie honorową, bez przysługującej jej w dawnych czasach jurysdykcji. Kompetencje prymasa określa nowy statut Konferencji Episkopatu Polski, który stanowi, że prymas Polski zachowuje honorowe pierwszeństwo wśród biskupów, jest członkiem Rady Stałej Episkopatu i obok kardynałów kierujących diecezjami, jest faktycznie jedynym niewybieralnym członkiem tejże Rady. Ma także nadzwyczajne prawo do używania kardynalskiego tytułu eminencji oraz noszenia szat kardynalskich, z wyjątkiem czerwonej piuski. Abp Józef Kowalczyk i abp Wojciech Polak zrezygnowali z przywileju noszenia kardynalskiej sutanny.

## Prymasi Polski

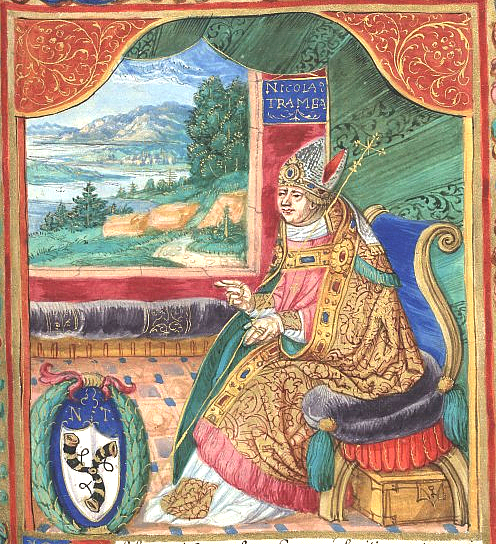
Mikołaj Trąba – pierwszy Prymas

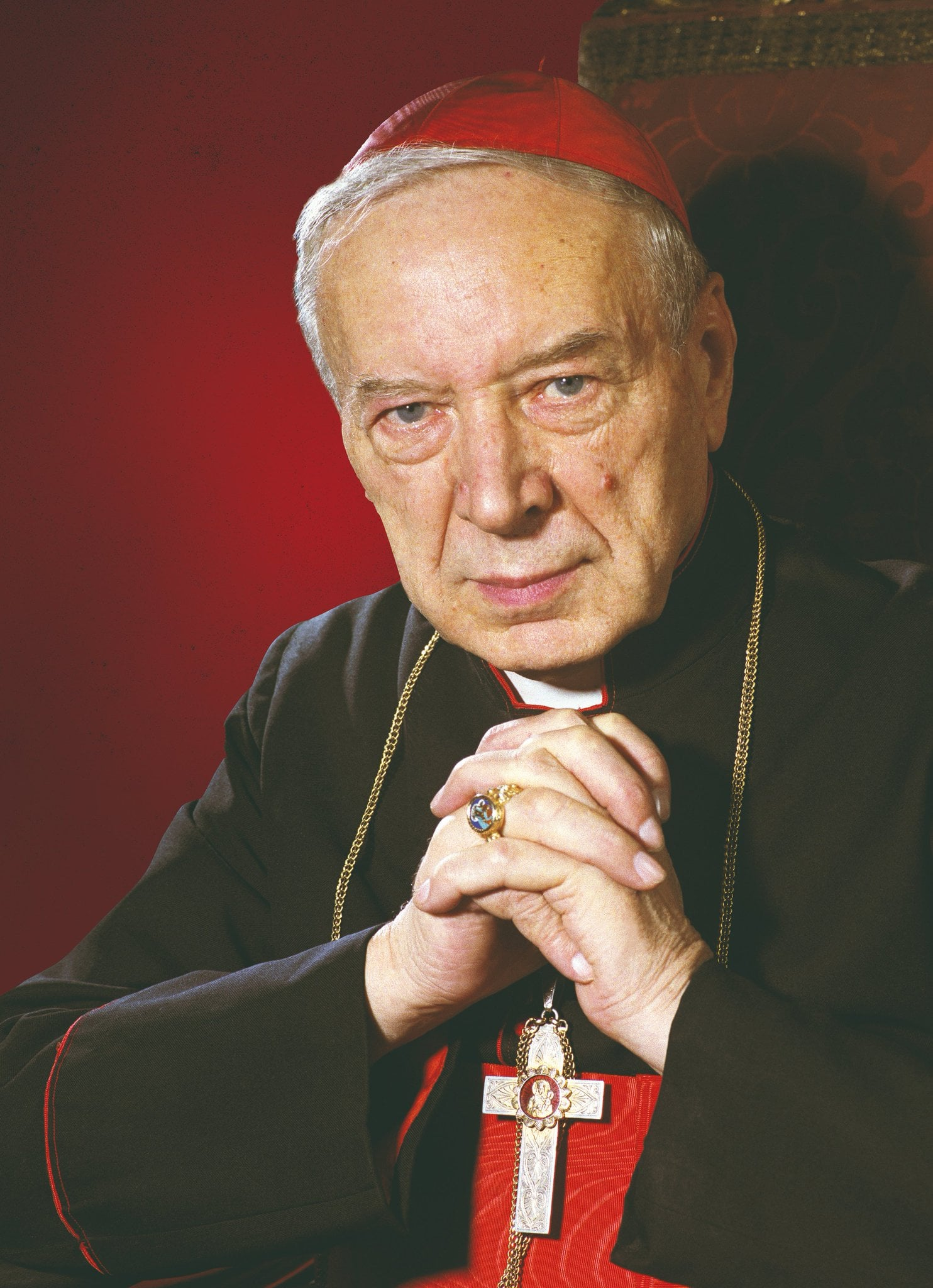
Stefan Wyszyński – Prymas Tysiąclecia

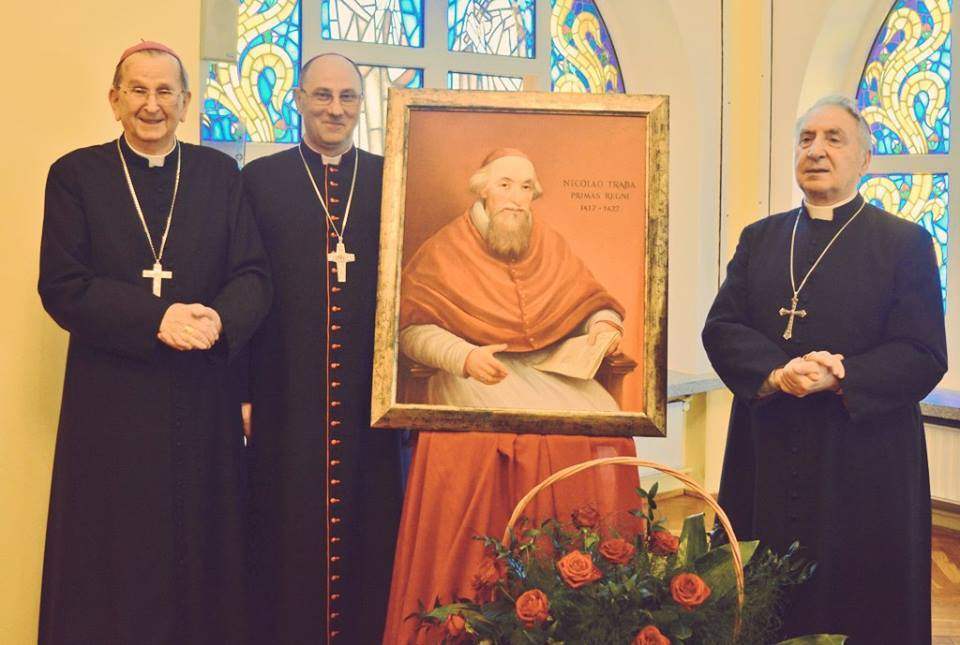
Obecny, dwóch poprzednich i pierwszy prymas Polski

Na przestrzeni wieków funkcję prymasa Polski pełniło 59 arcybiskupów gnieźnieńskich:
1. abp Mikołaj Trąba (1417–1422)
2. abp Wojciech Jastrzębiec (1423–1436)
3. abp Wincenty Kot z Dębna (1436–1448)
4. abp Władysław Oporowski (1449–1453)
5. abp Jan Sprowski (1453–1464)
6. abp Jan Gruszczyński (1464–1473)
7. abp Jakub z Sienna (1474–1480)
8. abp Zbigniew Oleśnicki (1481–1493)
9. kard. Fryderyk Jagiellończyk (1493–1503)
10. abp Andrzej Boryszewski (1503–1510)
11. abp Jan Łaski (1510–1531)
12. abp Maciej Drzewicki (1531–1535)
13. abp Andrzej Krzycki (1535–1537)
14. abp Jan Latalski (1537–1540)
15. abp Piotr Gamrat (1541–1545)
16. abp Mikołaj Dzierzgowski (1545–1559)
17. abp Jan Przerębski (1559–1562)
18. abp Jakub Uchański (1562–1581)
19. abp Stanisław Karnkowski (1581–1603)
20. abp Jan Tarnowski (1603–1605)
21. kard. Bernard Maciejowski (1605–1608)
22. abp Wojciech Baranowski (1608–1615)
23. abp Wawrzyniec Gembicki (1616–1624)
24. abp Henryk Firlej (1624–1626)
25. abp Jan Wężyk (1627–1638)
26. abp Jan Lipski (1638–1641)
27. abp Maciej Łubieński (1641–1652)
28. abp Andrzej Leszczyński (1653–1658)
29. abp Wacław Leszczyński (1659–1666)
30. abp Mikołaj Jan Prażmowski (1666–1673)
31. abp Kazimierz Florian Czartoryski (1673–1674)
32. abp Andrzej Olszowski (1674–1677)
33. abp Jan Stefan Wydżga (1677–1685)
34. kard. Michał Stefan Radziejowski (1687–1705)
35. abp Stanisław Szembek (1706–1721)
36. abp Teodor Potocki (1723–1738)
37. abp Krzysztof Antoni Szembek (1739–1748)
38. abp Adam Ignacy Komorowski (1749–1759)
39. abp Władysław Aleksander Łubieński (1759–1767)
40. abp Gabriel Podoski (1767–1777)
41. abp Antoni Kazimierz Ostrowski (1777–1784)
42. abp Michał Jerzy Poniatowski (1785–1794)
43. abp Ignacy Krasicki (1795–1801)
44. abp Ignacy Antoni Raczyński (1806–1818)
45. abp Tymoteusz Gorzeński (1821–1825)
46. abp Teofil Cyprian Wolicki (1828–1829)
47. abp Marcin Dunin (1831–1842)
48. abp Leon Michał Przyłuski (1845–1865)
49. kard. Mieczysław Ledóchowski (1866–1886)
50. abp Juliusz Józef Dinder (1886–1890)
51. abp Florian Stablewski (1891–1906)
52. abp Edward Likowski (1914–1915)
53. kard. Edmund Dalbor (1915–1926)
54. kard. August Hlond (1926–1948)
55. kard. Stefan Wyszyński (1948–1981)
56. kard. Józef Glemp (1981–2009)
57. abp Henryk Muszyński (2009–2010)
58. abp Józef Kowalczyk (2010–2014)
59. abp Wojciech Polak (od 2014)

## Inne tytuły prymasów w Polsce
Równolegle z arcybiskupami gnieźnieńskimi, prymasami Polski, godność prymasa na ziemiach polskich piastowali też inni hierarchowie:
- prymas Księstwa Warszawskiego w latach 1807–1815
- prymas Królestwa Polskiego w latach 1818–1829 oraz 1925–1938
- prymas Galicji i Lodomerii w latach 1817–1858 (do 1848 rzymskokatoliccy biskupi lwowscy, od 1848 unicki arcybiskup lwowski Michał Lewicki)